# ناوشکن ژاپنی هاتسوشیمو (۱۹۳۳)
ناوشکن ژاپنی هاتسوشیمو (۱۹۳۳) (به انگلیسی: Japanese destroyer Hatsushimo (1933)) یک کشتی بود که طول آن ۱۰۳٫۵ متر (۳۴۰ فوت) بود. این کشتی در سال ۱۹۳۳ ساخته شد.